# Jessie Vargas
Jessie Vargas (* 10. Mai 1989 in Los Angeles, Kalifornien) ist ein US-amerikanischer Profiboxer mexikanischer Abstammung, ehemaliger Weltmeister der WBA und IBO im Halbweltergewicht, sowie ehemaliger Weltmeister der WBO im Weltergewicht.

## Karriere
Er kam im Alter von sechs Jahren mit seinen Eltern und seinen zwei Geschwistern in die USA, besuchte die Palo Verde High School in Las Vegas und begann im Alter von acht Jahren mit dem Boxsport. Seine größten Erfolge als Amateur waren der Gewinn der Junior National Golden Gloves 2002 und 2005, sowie der Gewinn der in den USA bekannten Police Athletic League (PAL) 2005. Weiters erreichte er den zweiten Platz im Halbweltergewicht bei den National Golden Gloves 2007 in Chattanooga und den ebenfalls zweiten Platz im Halbweltergewicht bei den Mexikanischen Meisterschaften 2007 in Ciudad Victoria. Von Ende 2007 bis Mitte 2008 boxte er für das mexikanische Nationalteam. Für dieses nahm er an den Weltmeisterschaften 2007 in Chicago und den amerikanischen Olympiaqualifikationen 2008 in Guatemala-Stadt und Port of Spain teil, ohne jedoch die Medaillenränge zu erreichen.
Noch im Jahr 2008 wechselte er zu den Profis und gewann sein Debüt am 5. September in Nevada durch K. o. in der ersten Runde gegen Joel González (Bilanz: 1 Sieg – 0 Niederlagen). Anschließend schlug er eine Reihe weiterer Aufbaugegner, sowie Boxer mit positiven Bilanzen wie etwa Anthony Lenk (5-0), Robert Luna (5-0) und Ernesto Zavala (21-4). Den ehemaligen IBO-Weltmeister Daniel Sarmiento (34-13), besiegte er im September 2010 durch K. o. in der ersten Runde. Auch den ehemaligen WBA-Weltmeister Vivian Harris (29-5), konnte er im April 2011 vorzeitig in der ersten Runde schlagen. Ebenfalls 2011 konnte er sich gegen den ehemaligen kolumbianischen WM-Herausforderer Walter Estrada (39-14) und gegen den schlagstarken mexikanischen „Riverside Rocky“ Josesito López (29-3) durchsetzen.
2012 gewann er all seine vier Kämpfe gegen Lanardo Tyner (25-6), Steve Forbes (35-10), Aaron Martinez (18-1) und Vito Gasparjan (14-2) jeweils einstimmig nach Punkten. Am 16. März 2013 boxte er in Kalifornien gegen den ebenfalls ungeschlagenen Nigerianer Wale Omotoso (23-0, 19 K. o.) und gewann dabei über zwölf Runden einstimmig nach Punkten. Er erhielt daraufhin von der WBC den Continental Americas Title im Weltergewicht. Knapp sieben Monate später besiegte er auch Ray Narh (26-3) aus Ghana einstimmig nach Punkten.
Am 12. April 2014 kämpfte er in Las Vegas um die WM-Titel der IBO und WBA im Halbweltergewicht gegen den russischen Titelträger Chabib Allachwerdiew (19-0). Jessie Vargas konnte sich dabei über zwölf Runden einstimmig nach Punkten durchsetzen. Seine erste Titelverteidigung gewann er am 2. August 2014 nach Punkten gegen Anton Nowikow (29-0). Im November 2014 besiegte er Antonio DeMarco (31-3) einstimmig.
Im Juni 2015 unterlag er nach Punkten gegen Timothy Bradley (31-1). Den WBO-Titel im Weltergewicht gewann er am 5. März 2016 vorzeitig gegen Sadam Ali (22-0). Am 5. November 2016 verlor er seinen WBO-Weltmeistertitel im Weltergewicht einstimmig nach Punkten gegen Manny Pacquiao (57-6).
Nach einem Sieg gegen Aaron Herrera (33-7), boxte er im April 2018 ein Unentschieden gegen Adrien Broner (33-3). Ein weiteres Unentschieden boxte er im Oktober 2018 gegen Thomas Dulorme (24-3). Im Februar 2020 unterlag er nach Punkten gegen Miguel Ángel García (39-1) und im April 2022 durch TKO gegen Liam Smith (30-3).